# Tsuyoshi Watanabe
Tsuyoshi Watanabe (渡辺 剛?, Watanabe Tsuyoshi; Saitama, 5 febbraio 1997) è un calciatore giapponese, difensore del Feyenoord e della nazionale giapponese.

## Carriera

### Club
Il 23 luglio 2025 viene acquistato dal Feyenoord.

### Nazionale
Ha giocato nella nazionale giapponese Under-23.
Il 1º gennaio 2024 viene convocato per la Coppa d'Asia 2023.

## Statistiche

### Presenze e reti nei club
Statistiche aggiornate al 23 aprile 2023.
| Stagione             | Club                 | Campionato           | Campionato | Campionato | Coppe nazionali | Coppe nazionali | Coppe nazionali | Coppe continentali | Coppe continentali | Coppe continentali | Supercoppe | Supercoppe | Supercoppe | Totale | Totale |
| Stagione             | Club                 | Comp                 | Pres       | Reti       | Comp            | Pres            | Reti            | Comp               | Pres               | Reti               | Comp       | Pres       | Reti       | Pres   | Reti   |
| -------------------- | -------------------- | -------------------- | ---------- | ---------- | --------------- | --------------- | --------------- | ------------------ | ------------------ | ------------------ | ---------- | ---------- | ---------- | ------ | ------ |
| 2018                 | FC Tokyo U-23        | J3                   | 3          | 0          | -               | -               | -               | -                  | -                  | -                  | -          | -          | -          | 3      | 0      |
| 2019                 | FC Tokyo U-23        | J3                   | 3          | 0          | -               | -               | -               | -                  | -                  | -                  | -          | -          | -          | 3      | 0      |
| Totale FC Tokyo U-23 | Totale FC Tokyo U-23 | Totale FC Tokyo U-23 | 6          | 0          |                 | -               | -               |                    | -                  | -                  |            | -          | -          | 6      | 0      |
| 2019                 | FC Tokyo             | J1                   | 20         | 2          | CdL+CI          | 9+2             | 1+0             | -                  | -                  | -                  | -          | -          | -          | 31     | 3      |
| 2020                 | FC Tokyo             | J1                   | 28         | 2          | CdL             | 3               | 0               | ACL                | 7                  | 0                  | -          | -          | -          | 38     | 2      |
| 2021                 | FC Tokyo             | J1                   | 27         | 1          | CdL+CI          | 7+0             | 1+0             | -                  | -                  | -                  | -          | -          | -          | 34     | 2      |
| Totale FC Tokyo      | Totale FC Tokyo      | Totale FC Tokyo      | 75         | 5          |                 | 21              | 2               |                    | 7                  | 0                  |            | -          | -          | 103    | 7      |
| gen.-giu. 2022       | Kortrijk             | D1                   | 7          | 0          | -               | -               | -               | -                  | -                  | -                  | -          | -          | -          | 7      | 0      |
| 2022-2023            | Kortrijk             | D1                   | 34         | 1          | CB              | 2               | 0               | -                  | -                  | -                  | -          | -          | -          | 36     | 1      |
| Totale Kortrijk      | Totale Kortrijk      | Totale Kortrijk      | 41         | 1          |                 | 2               | 0               |                    | -                  | -                  |            | -          | -          | 43     | 1      |
| 2023-2024            | Gent                 | D1                   | 36         | 2          | CB              | 2               | 0               | UECL               | 14                 | 1                  | -          | -          | -          | 52     | 3      |
| 2024-2025            | Gent                 | D1                   | 34         | 2          | CB              | 1               | 0               | UECL               | 13                 | 1                  | -          | -          | -          | 48     | 3      |
| Totale Gent          | Totale Gent          | Totale Gent          | 70         | 4          |                 | 3               | 0               |                    | 27                 | 2                  |            | -          | -          | 100    | 6      |
| 2025-2026            | Feyenoord            | E                    | 1          | 0          | CO              | 0               | 0               | UCL+UEL            | 2                  | 2                  | -          | -          | -          | 3      | 2      |
| Totale carriera      | Totale carriera      | Totale carriera      | 193        | 10         |                 | 26              | 2               |                    | 36                 | 4                  |            | -          | -          | 255    | 16     |

### Cronologia presenze e reti in nazionale
| Cronologia completa delle presenze e delle reti in nazionale ― Giappone | Cronologia completa delle presenze e delle reti in nazionale ― Giappone | Cronologia completa delle presenze e delle reti in nazionale ― Giappone | Cronologia completa delle presenze e delle reti in nazionale ― Giappone | Cronologia completa delle presenze e delle reti in nazionale ― Giappone | Cronologia completa delle presenze e delle reti in nazionale ― Giappone | Cronologia completa delle presenze e delle reti in nazionale ― Giappone | Cronologia completa delle presenze e delle reti in nazionale ― Giappone |
| Data                                                                    | Città                                                                   | In casa                                                                 | Risultato                                                               | Ospiti                                                                  | Competizione                                                            | Reti                                                                    | Note                                                                    |
| ----------------------------------------------------------------------- | ----------------------------------------------------------------------- | ----------------------------------------------------------------------- | ----------------------------------------------------------------------- | ----------------------------------------------------------------------- | ----------------------------------------------------------------------- | ----------------------------------------------------------------------- | ----------------------------------------------------------------------- |
| 14-12-2019                                                              | Busan                                                                   | Giappone                                                                | 5 – 0                                                                   | Hong Kong                                                               | Coppa dell'Asia orientale 2019                                          | -                                                                       |                                                                         |
| 16-11-2023                                                              | Suita                                                                   | Giappone                                                                | 5 – 0                                                                   | Birmania                                                                | Qual. Mondiali 2026                                                     | -                                                                       | 46’                                                                     |
| 24-1-2024                                                               | Doha                                                                    | Giappone                                                                | 3 – 1                                                                   | Indonesia                                                               | Coppa d'Asia 2023 - 1º turno                                            | -                                                                       | 82’                                                                     |
| 5-6-2025                                                                | Perth                                                                   | Australia                                                               | 1 – 0                                                                   | Giappone                                                                | Qual. Mondiali 2026                                                     | -                                                                       | 70’                                                                     |
| Totale                                                                  |                                                                         | Presenze                                                                | 4                                                                       |                                                                         | Reti                                                                    | 0                                                                       |                                                                         |

| Cronologia completa delle presenze e delle reti in nazionale ― Giappone under 23 | Cronologia completa delle presenze e delle reti in nazionale ― Giappone under 23 | Cronologia completa delle presenze e delle reti in nazionale ― Giappone under 23 | Cronologia completa delle presenze e delle reti in nazionale ― Giappone under 23 | Cronologia completa delle presenze e delle reti in nazionale ― Giappone under 23 | Cronologia completa delle presenze e delle reti in nazionale ― Giappone under 23 | Cronologia completa delle presenze e delle reti in nazionale ― Giappone under 23 | Cronologia completa delle presenze e delle reti in nazionale ― Giappone under 23 |
| Data                                                                             | Città                                                                            | In casa                                                                          | Risultato                                                                        | Ospiti                                                                           | Competizione                                                                     | Reti                                                                             | Note                                                                             |
| -------------------------------------------------------------------------------- | -------------------------------------------------------------------------------- | -------------------------------------------------------------------------------- | -------------------------------------------------------------------------------- | -------------------------------------------------------------------------------- | -------------------------------------------------------------------------------- | -------------------------------------------------------------------------------- | -------------------------------------------------------------------------------- |
| 14-10-2019                                                                       | Recife                                                                           | Brasile under 23                                                                 | 2 – 3                                                                            | Giappone under 23                                                                | Amichevole                                                                       | -                                                                                |                                                                                  |
| 9-1-2020                                                                         | Rangsit                                                                          | Giappone under 23                                                                | 1 – 2                                                                            | Arabia Saudita under 23                                                          | Coppa d'Asia AFC Under-23 2020                                                   | -                                                                                | cap.                                                                             |
| 12-1-2020                                                                        | Rangsit                                                                          | Siria under 23                                                                   | 2 – 1                                                                            | Giappone under 23                                                                | Coppa d'Asia AFC Under-23 2020                                                   | -                                                                                | cap. 77’                                                                         |
| 26-3-2021                                                                        | Chōfu                                                                            | Giappone under 23                                                                | 0 – 1                                                                            | Argentina under 23                                                               | Amichevole                                                                       | -                                                                                | 48’                                                                              |
| Totale                                                                           |                                                                                  | Presenze                                                                         | 4                                                                                |                                                                                  | Reti                                                                             | 0                                                                                |                                                                                  |

## Palmarès

### Club

#### Competizioni nazionali
- Coppa J. League: 1

FC Tokyo: 2020